# Elmo Zumwalt
Elmo Russell Zumwalt, Jr. (ur. 29 listopada 1920 w San Francisco w stanie Kalifornia, zm. 2 stycznia 2000 w Durham w stanie Karolina Północna) – amerykański dowódca wojskowy, admirał United States Navy, Chief of Naval Operations (1970–1974).
Jako dowódca Marynarki Wojennej Stanów Zjednoczonych (ang. Chief of Naval Operations) zreformował Marynarkę poprawiając, między innymi, warunki bytowe załóg oraz likwidując przejawy dyskryminacji rasowej. W uznaniu jego zasług dla Stanów Zjednoczonych oraz US Navy w szczególności, na cześć admirała nazwano pierwszy niszczyciel rakietowy typu Zumwalt, a ślad za tym, cały typ okrętów.
Od 14 kwietnia 1970 do 1 lipca 1974 był najmłodszym w historii dowódcą Marynarki Wojennej Stanów Zjednoczonych.
Elmo Zumwalt został wyróżniony najwyższymi amerykańskimi i zagranicznymi medalami i odznaczeniami za służbę wojskową w szczególności w trakcie wojny wietnamskiej.

## Odznaczenia
- Medal Marynarki Wojennej za Wybitną Służbę
- Legia Zasługi
- Brązowa Gwiazda
- Navy Commendation Medal
- Navy Unit Commendation
- Medal Służby w Chinach
- Medal Amerykańskiej Służby Obronnej
- Medal Kampanii Amerykańskiej
- Medal Kampanii Azji-Pacyfiku
- Medal Zwycięstwa w II Wojnie Światowej
- Medal Armii Okupacyjnej
- Medal Służby Obrony Narodowej
- Korean Service Medal
- Vietnam Service Medal
- Prezydencki Medal Wolności
- Wielki Oficer Orderu Maja za Zasługi Marynarskie (Argentyna)
- Komandor Orderu Leopolda (Belgia)
- Order Zasługi dla Marynarki Wojennej (Boliwia)
- Krzyż Wielki Orderu Krzyża Południa (Brazylia)
- Wielki Oficer Orderu Zasługi dla Marynarki Wojennej (Brazylia)
- Krzyż Wielki ze Srebrną Gwiazdą Orderu Zasługi Duarte, Sáncheza i Melli (Dominikana)
- Presidential Unit Citation (Filipiny)
- Medal Wyzwolenia Filipin (Filipiny)
- Komandor Legii Honorowej (Francja)
- Krzyż Wielki Orderu Jerzego I (Grecja)
- Wielki Oficer Orderu Oranje-Nassau (Holandia)
- Gwiazda Marynarki Wojennej I klasy (Indonezja)
- Wielka Wstęga Orderu Wschodzącego Słońca (Japonia)
- Wielki Oficer Orderu Zasługi dla Marynarki Wojennej im Admirała Padilli (Kolumbia)
- Order of Military Merit (Korea)
- Presidential Unit Citation (Korea)
- Order of National Security Merit, Tong-Il Medal (Korea)
- Wielki Krzyż Zasługi z Gwiazdą i Wstęgą Orderu Zasługi Republiki Federalnej Niemiec (Niemcy)
- Krzyż Wielki Orderu Świętego Olafa (Norwegia)
- Komandor Krzyża Wielkiego Królewskiego Orderu Miecza (Szwecja)
- Order Zasługi dla Marynarki Wojennej I klasy (Wenezuela)
- National Order of Vietnam (Wietnam)
- Navy Distinguished Service Order I klasy (Wietnam)
- Gallantry Cross Unit Citation z palmą (Wietnam)
- Gallantry Cross z palmą (Wietnam)
- Medal "Za kampanię w Wietnamie" (Vietnam Campaign Medal, Wietnam)
- Civil Actions Medal (Wietnam)
- Kawaler Krzyża Wielkiego Orderu Zasługi Republiki Włoskiej (Włochy)
- United Nations Korea Medal (ONZ)